# Erhan Kara
Erhan Kara (* 1. März 1995 in Afşin) ist ein türkischer Fußballspieler.

## Karriere
Kara begann mit dem Vereinsfußball in der Nachwuchsabteilung von Zeytinburnuspor und spielte nachfolgend für die Jugendmannschaften von Galatasaray Istanbul.
Im Frühjahr 2014 wechselte er als Profispieler zum Istanbuler Drittligisten Fatih Karagümrük SK. Bis zum Saisonende kam er hier zu 15 Ligaeinsätzen.
Zur Saison 2015/16 wurde Kara schließlich an den Zweitligisten 1461 Trabzon, den Zweitverein von Trabzonspor, abgegeben.